# جويس إف. براون
جويس إف. براون (بالإنجليزية: Joyce F. Brown)‏ هي أكاديمية أمريكية، ولدت في 7 يوليو 1947 في نيويورك في الولايات المتحدة.

## وصلات خارجية
- جويس إف. براون على موقع إن إن دي بي (الإنجليزية)